# Nososticta rangifera
Nososticta rangifera – gatunek ważki z rodziny pióronogowatych (Platycnemididae).